# Orlando Silva

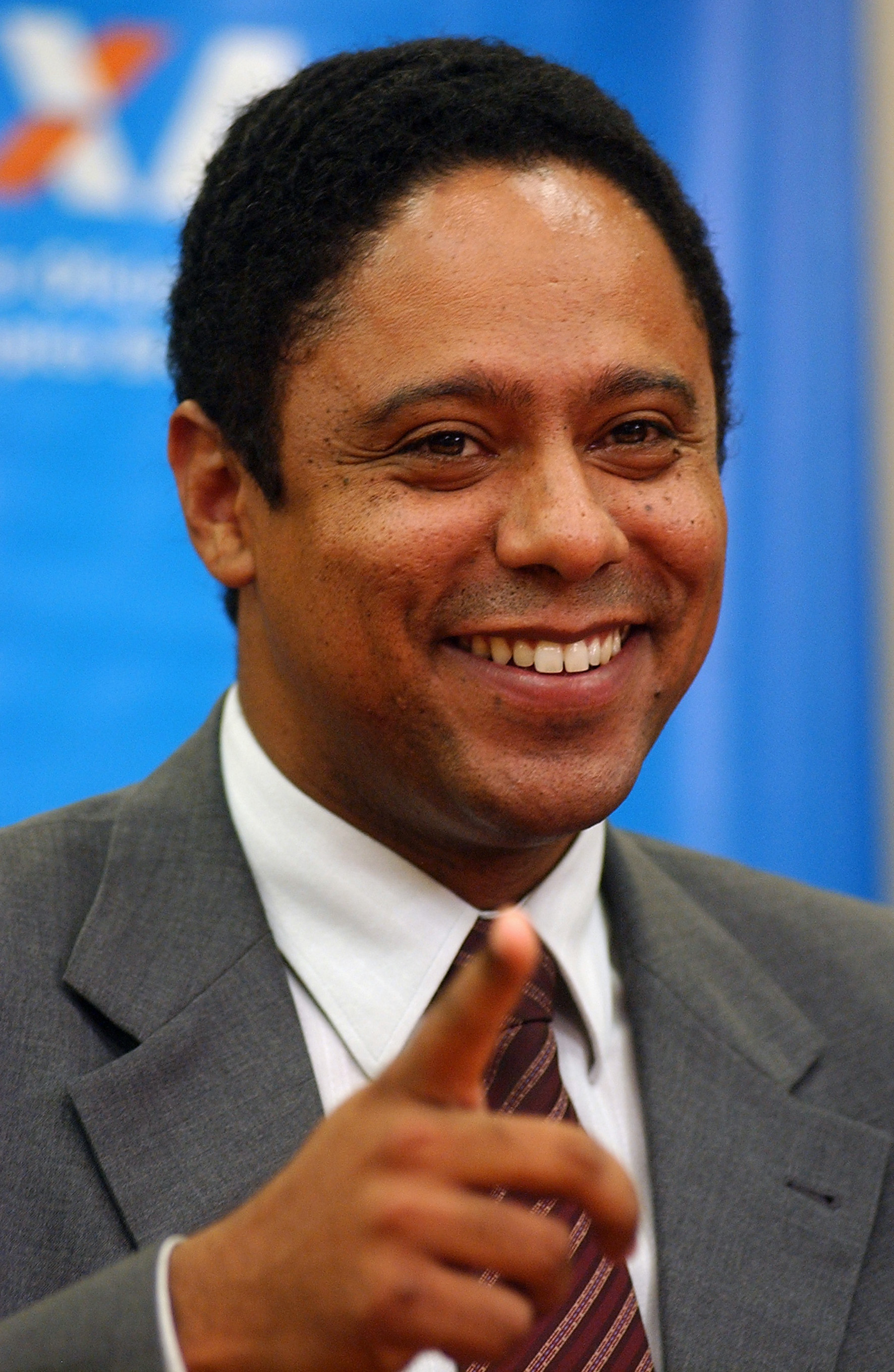
Orlando Silva de Jesus Júnior (2006)

Orlando Silva de Jesus Júnior oder kurz Orlando Silva (* 27. Mai 1971 in Salvador da Bahia) ist ein brasilianischer Politiker. Er war von 2006 bis 2011 Sportminister seines Landes. Orlando Silva ist Mitglied des Partido Comunista do Brasil.

## Sportminister
Am 3. April 2006 trat Orlando Silva unter dem Präsidenten Luiz Inácio Lula da Silva das Amt als Sportminister an. Als solcher war er für die Fußball-Weltmeisterschaft 2014 zuständig. Da ihm die Annahme von Bestechungsgeldern vorgeworfen wurde, trat er als Reaktion darauf am 26. Oktober 2011 von seinem Posten zurück. Zuvor gab das Supremo Tribunal Federal (Oberstes Bundesgericht Brasiliens) bekannt, in der Sache Ermittlungen zu starten. Die Vorwürfe wurden durch João Dias Ferreira, einen ehemaligen Polizisten, angestoßen. Dieser behauptete, dass Silva persönlich von ihm Geld angenommen habe, das aus einem Programm für Sportprojekte zur Förderung von Kindern aus Armenvierteln stammen soll und abgeführt hätte werden sollen. 2006 soll Silva Papiere unterschrieben haben, die ihn in direkten Zusammenhang mit João Dias Ferreira stellen. Silva wies alle Vorwürfe von sich. Er war schon das fünfte Kabinettsmitglied seit der Präsidentschaft von Dilma Rousseff, das wegen Korruptionsvorwürfen zurücktreten musste.

## Weitere politische Tätigkeit
Vom 1. Januar 2013 bis 31. Januar 2015 rückte Orlando Silva, da er bei der Kommunalwahl 2012 mit dem 79. Rang nicht gewählt war, aber einen Stellvertreterplatz erhielt, zum Stadtrat von São Paulo auf. Ab 1. Februar 2015 wurde er nach den Wahlen in Brasilien 2014 Bundesabgeordneter für den Bundesstaat São Paulo in der Abgeordnetenkammer der Nationalkongresses.